# Christian Roman
Christian Roman (...) è un produttore cinematografico statunitense.
È noto per aver diretto l'intera prima stagione della serie American Dragon: Jake Long. Ha anche disegnato tutti i protagonisti della serie Disney Fillmore!. Prima di lavorare con la Disney, Roman ha anche lavorato per alcuni episodi della famosa serie televisiva I Simpson. Si è laureato alla Boston University nel 1991. Attualmente lavora alla Pixar.